# Woodson megye
Woodson megye az Amerikai Egyesült Államokban, azon belül Kansas államban található. Megyeszékhelye és legnagyobb városa Yates Center. Lakosainak száma 3115 fő (2020. április 1.). Woodson megye Coffey, Wilson, Anderson, Allen, Neosho és Greenwood megyékkel határos.

## Népesség
A megye népességének változása:
| Lakosok száma | 3301 | 3305 | 3255 | 3221 | 3115 |
|               | 2010 | 2011 | 2012 | 2013 | 2020 |